# Cir-El

Emblema familiar de la Casa de El

Cir-El  era la supuesta hija ficticia de Superman, quien apareció por primera vez en Superman: The 10 Cent Adventure creada por Steven Seagle y Scott McDaniel. Fue uno de los muchos personajes conocidos como Supergirl. También es el nombre de un hijo de Kal-El y Lois Lane en la tierra 1 que combatió contra Kon-El.

## Biografía ficticia

### Superman: The 10 Cent Adventure
Cuando un loco villano llamado Radion atacó a Metrópolis, una chica en un traje ajustado, salto a la batalla y tiró al villano en un reactor nuclear (frente a un equipo de reporteros de la televisión y Lois Lane). La chica se identificó como Supergirl, la hija de Superman. Perturbada, Lois confrontó a Superman, lo acusó de tener un romance, y se negó a creer en su inocencia, puesto que "Supergirl" se lo parecía bastante. Sin embargo después de una taza del nuevo café "Sí", Lois se tranquilizó de repente y desestimo a "Supergirl" como la broma de un villano, hasta que ella aterrizara delante de Lois y la llamó "mamá". Superman confrontó a la muchacha que defendió que ella era su hija con Lois, y que su nombre era "Cir-El". Cir-Él dijo que ella era del futuro, enviada al pasado por los Futuresmiths. Cuando Superman encontró a los Futuresmiths, ellos le mostraron un futuro horrendo, con monstruos robots atacando civiles, y él se vio como un Superman cibernético atacando civiles, también. Ellos dijeron que la muerte de Cir-El prevendría este futuro, y cuando ellos se volvieron para atacarla, Superman voló para salvarla. S.T.A.R. Labs confirmaron que ella era su hija, pero Lois no era su madre. Sin tener en cuenta su identidad, Superman vino a considerar a Cir-El como parte de su familia. 
Cir-El ayudó en la lucha de Superman contra Bizarro; luchó, con la ayuda de Natasha Irons y Girl 13, un vengativo ninja sobrehumano que estaba matando a Superman; y cuando Superman y Batman fueron "capturados" por Lex Luthor en el cómic ''Superman/Batman " "Enemigos Públicos", Cir-El se unió con Kon-El, Krypto, Natasha Irons, y la Familia de Batman para rescatarlos. Pero Superman tuvo miedo cuando hablaba con Cir-El, ella cambió en una mujer joven enfadada llamada Mia que odió su personalidad de Cir-El. 
Kelex, el robot kryptoniano de Superman, seguidamente confirmado que Cir-El no era la hija biológica del Hombre de Acero (a pesar de la evidencia de S.T.A.R. Labs). Mientras que el ADN de la muchacha tuvo algún atributo kryptoniano, ella era principalmente humana.

### El retorno de Cir-El
Gracias a los esfuerzos del viaje por el tiempo de Bizarro en  Superman/Batman  N.º 24, Cir-Él pudo unir fuerzas con Linda Danvers, Kara Zor-El (Edad Moderna y versiones de la Pre-crisis) y Power Girl para rescatar a Superman del Muro de la Fuente. Las chicas tuvieron éxito, pero Superman sólo reconoció a Kara, Power Girl, y Linda, debido a la pre-crisis Kara Zor-El, y Cir-El que viene de líneas de tiempo previamente borradas.

## Poderes
Un híbrido de origen humano/kryptoniano, Cir-El absorbe la luz amarilla del sol para ganar fuerza sobrehumana y velocidad, super-oído, invulnerabilidad y volar.Pero su "singularidad" es que tiene el poder y habilidad de soltarla energía solar de sus manos como " descargas" Rojas, explosiones de radiación solar roja (la misma longitud de onda de luz del sol con la que Superman pierde sus poderes poco a poco) de esa manera puede atacar a su enemigo con intenso calor y fuerza. Igual que Superman, ella es vulnerable a la kryptonita. 
El único otro humano/kryptoniano híbrido, Kon-El, los poderes más tradicionales heredados porque su A.D.N. es 50 por ciento kryptoniano, considerando que Cir-El su A.D.N. es principalmente humano, con algunos atributos kryptonianos. 